# KCN (텔레비전 채널)
KCN(Keumgang Cable Network, 무협 채널)은 중국 영화를 주로 편성하는 프로그램이다. 이 프로그램은 무협 채널로서 CF는 금지하고 광고방송만 하고 있다. 같은 장르(무협 영화 전문)의 MCN이 그 전신이며 KT스카이라이프 송출이 중단됨에 따라 많은 사람들이 폐국했다고 오해했다. 시청자 감소로 2018년 1월 3일에 폐국하였다.

## 편성 프로그램
- 주원장
- 경찰 25시
- 수월동천
- 용주풍폭
- 협골단심
- 대청풍운
- 설역미성
- 강호초가인
- 금검조령
- 복권 3인조
- 그녀의 스타일
- 하하호호 부부유친
- 미남들의 포차

## 광고 프로그램
- 모닝플러스
- 진미령 야무진 명품 꽃게장
- 아이젠 바디슬리머